# ペコニック駅

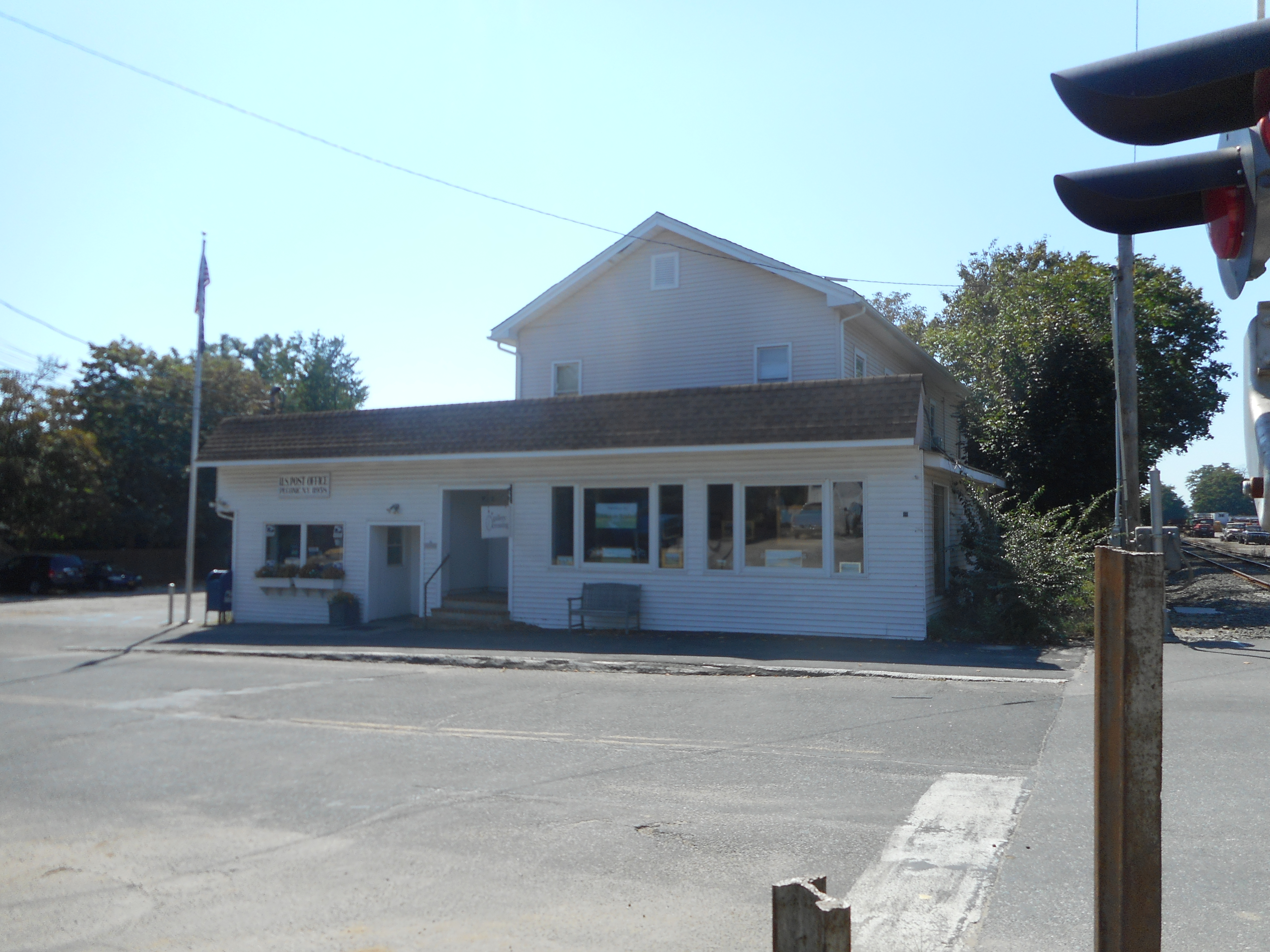
旧駅舎

ペコニック駅（英: Peconic）とはかつてニューヨーク州ペコニックに存在したロングアイランド鉄道 (LIRR) のグリーンポート支線の停車駅である。その駅は当初ハーミテージ駅 (Hermitage Station) として1848年5月1日に（なおいくつかの文献は1844年にさかのぼると主張している）建設されたが、その後ペコニックと改名された。1876年8月には、2番目のペコニック駅が郵便局としても使用された旧駅を置き換えた。その駅は1942年4月に取り壊されプラットホーム沿いの待合所と置き換えられた。その郵便局は今日まで現存する隣の食料品店に移転された。カチョーグ駅が1962年6月に閉鎖された時、ペコニック駅は2つの代替駅のうちの1つ（他方は現存する旧マッティタック駅）となったが、マッティタック駅と違い1970年ごろに廃止された。それはカチョーグ駅とサウソールド駅の間にあった。